# Военно положение
Вижте пояснителната страница за други значения на Военно положение.
Военно положение е специален, силно ограничителен режим на правните отношения, въведен в определена страна, или на част от нейната територия, който е предназначен за осигуряване на жизнеността на държавата и за защитата на гражданите в някои екстремни условия.
Най-честата причина за въвеждането на тази мярка е външна агресия или гражданска война. В повечето съвременни държави за въвеждането на военно положение отговаря държавният глава. Все пак, актът му се нуждае от задължителното одобрение на парламента. В някои случаи, законодателният орган изцяло поема инициативата за въвеждане на такъв специален режим.
Военното положение може да се използва от правителството, за да наложи властта си над обществото. Това може да се случи след държавен преврат, при заплаха от народни протести, за потискане на политическата опозиция или за стабилизиране на бунтове. Военното положение може да се прилага както по време на въоръжени конфликти, така и по време на окупация, когато отсъствието на каквото и да е гражданско правителство води до нестабилност сред населението.
Често, налагането на военно положение е придружавано от нощен час, ограничаване на граждански права, а неподчиняващите се граждани могат да бъдат изправени пред военен трибунал.